# Unnur Eiríksdóttir
Unnur Eiríksdóttir (* 1921; † 1976) war eine isländische Schriftstellerin und Übersetzerin.

## Leben
Unnur Eiríksdóttir wuchs bei Pflegeeltern im südlichen Teil Islands auf. Sie besuchte eine Abendschule, belegte Kurse und nahm Privatunterricht. Beruflich war sie in Reykjavík als Büroangestellte tätig. Von 1961 bis 1964 war sie Redakteurin einer Kinderzeitung.
Sie verfasste Hörspiele für Kinder und Jugendliche. Darüber hinaus veröffentlichte sie einen Roman sowie Bände mit Erzählungen und Gedichten. Sie übersetzte auch Werke von Camilla Collett, Jean-Paul Sartre und Friedrich Dürrenmatt ins Isländische.